# Riethnordhausen (Wallhausen)
Riethnordhausen is een ortsteil van de Duitse gemeente Wallhausen in de deelstaat Saksen-Anhalt. Riethnordhausen was tot 1 juli 2009 een zelfstandige gemeente in de Landkreis Stendal.